# تفجير كويته 2020
أدَّى تفجيرٌ انتحاري داخل مسجد تُديره حركة طالبان في العاشر من كانون الثاني/يناير 2020 إلى مقتلِ 15 شخصًا على الأقل وإصابة 19 آخرين في مدينة كويته بباكستان.

## خلفية
في وقتٍ سابقٍ وبالضبطِ في السابع من كانون الثاني/يناير 2020؛ انفجرت دراجةٌ نارية مفخَّخة بالقربِ من سيارةٍ تتبعُ فيلق الحدود على طريقِ ماكونغي بالقربِ من كويته ما تسبَّب في مقتلِ شخصين وإصابة 14 آخرين. أعلنت جماعة الأحرار فيما بعدُ مسؤوليتها عن هذا الهُجوم.

## التفجير
بحلولِ العاشر من كانون الثاني/يناير 2020؛ وقعَ تفجيرٌ انتحاري داخل مسجدٍ تُديره حركة طالبان في حيّ غوش آباد أثناءَ صلاة المغرب. كانَ من بين القتلى نائب مدير الشرطة؛ والذي قالت بعضُ وسائل الإعلام المحليّة إنه كان الهدف الرئيسي في الهجوم كما قُتل معه 14 مدنيًا وأصيب 19 آخرون على الأقل. أعلنَ تنظيم الدولة الإسلامية - ولاية خراسان مسؤوليته عن التفجير؛ وقالَ إن الهجوم قد تسبَّبَ في سقوطِ 60 ضحية بينهم 20 قتيلاً.

## ردود الفعل
اقتحمَ فريقٌ مخصَّصٌ في تفكيك قنابل ومعه عددٌ من أفراد الأمن المسجد ثم طوقوا المنطقة المُحيطة وذلك بُغية جمع المزيدِ من الأدلة عنِ الهجوم. قامت الشرطة في وقتٍ لاحقٍ بتطويقِ منطقةٍ أكبر وبدأت عمليّات بحثٍ وتمشيطٍ مكثفة. نشرت إدارة مكافحة الإرهاب في اليومِ الموالي أول تقاريرها الذي قالتْ فيه إن التحقيقات لا زالت جارية مؤكّدةً على أنه لم يتم تحديد المشتبه فيهم بعد.